# Tour de France 2011/1. Etappe
Die 1. Etappe der Tour de France 2011 führte am 2. Juli über 191,5 km von der Passage du Gois zum Mont des Alouettes und war nicht wie sonst üblich ein Prolog oder ein längeres Zeitfahren. Auf der Flachetappe gab es wie bei jeder Etappe dieser Tour de France eine Sprintwertung, außerdem gab es eine Bergwertung der 4. Kategorie. Alle 198 gemeldeten Fahrer gingen an den Start.

## Rennverlauf
Kurz nach dem Start hinter der Passage du Gois konnten sich Lieuwe Westra, Jérémy Roy und Perrig Quéméneur absetzen und schnell über sechs Minuten Vorsprung herausfahren. Danach verkürzte sich der Abstand wieder. Während der Etappe kam es zu mehreren Stürzen, wobei allerdings alle Fahrer weiterfahren konnten. Jeremy Roy gewann den Zwischensprint des Tages, das Feld wurde von Tyler Farrar über die Sprintwertung geführt, gefolgt von André Greipel.
Wenige Kilometer vor dem Ziel wurden die drei Ausreißer wieder eingeholt. Kurz darauf kam es zu einem Sturz, wobei mehrere der Klassementfahrer, darunter Vorjahressieger Alberto Contador, aufgehalten wurden. Im Schlussanstieg griffen zunächst Alexander Winokurow und Fabian Cancellara an. Dann jedoch konnten sich Philippe Gilbert und Cadel Evans leicht absetzen, wobei Gilbert den Tagessieg errang. Mit sechs Sekunden Rückstand folgte die erste Gruppe, angeführt von Thor Hushovd.
Die Gruppe um Contador kam mit einem Rückstand von 1:20 Minuten auf den Sieger bzw. 1:14 Minuten auf die erste Gruppe ins Ziel. Vor dem Schlussanstieg war eine weitere Gruppe mit Andy Schleck ebenfalls in einen Sturz verwickelt und wurde von der Contador-Gruppe eingeholt. Da sich der zweite Zwischenfall aber auf den letzten drei Kilometern ereignet hatte, wurde die Schleck-Gruppe mit nur sechs Sekunden Rückstand gewertet.

## Punktewertung
| Zwischensprint in Avrillé nach 87 km auf 48 m |                        |                           |         |
| 1.                                            | Frankreich             | Jérémy Roy (FDJ)          | 20 Pkt. |
| 2.                                            | Niederlande            | Lieuwe Westra (VCD)       | 17 Pkt. |
| 3.                                            | Frankreich             | Perrig Quemeneur (EUC)    | 15 Pkt. |
| 4.                                            | Vereinigte Staaten     | Tyler Farrar (GRM)        | 13 Pkt. |
| 5.                                            | Deutschland            | André Greipel (OLO)       | 11 Pkt. |
| 6.                                            | Spanien                | Francisco Ventoso (MOV)   | 10 Pkt. |
| 7.                                            | Russland               | Denis Galimsjanow (KAT)   | 9 Pkt.  |
| 8.                                            | Slowenien              | Borut Božič (VCD)         | 8 Pkt.  |
| 9.                                            | Belgien                | Tom Boonen (QST)          | 7 Pkt.  |
| 10.                                           | Frankreich             | Jimmy Engoulvent (SAU)    | 6 Pkt.  |
| 11.                                           | Vereinigtes Konigreich | Mark Cavendish (THR)      | 5 Pkt.  |
| 12.                                           | Italien                | Alessandro Petacchi (LAM) | 4 Pkt.  |
| 13.                                           | Frankreich             | Mickaël Delage (FDJ)      | 3 Pkt.  |
| 14.                                           | Frankreich             | Samuel Dumoulin (COF)     | 2 Pkt.  |
| 15.                                           | Italien                | Fabio Sabatini (LIQ)      | 1 Pkt.  |

| Zielsprint in Mont des Alouettes nach 191,5 km auf 228 m |                        |                              |         |
| 1.                                                       | Belgien                | Philippe Gilbert (OLO)       | 45 Pkt. |
| 2.                                                       | Australien             | Cadel Evans (BMC)            | 35 Pkt. |
| 3.                                                       | Norwegen               | Thor Hushovd (GRM)           | 30 Pkt. |
| 4.                                                       | Spanien                | José Joaquín Rojas Gil (MOV) | 26 Pkt. |
| 5.                                                       | Belgien                | Jurgen Van Den Broeck (OLO)  | 22 Pkt. |
| 6.                                                       | Vereinigtes Konigreich | Geraint Thomas (SKY)         | 20 Pkt. |
| 7.                                                       | Deutschland            | Andreas Klöden (RSH)         | 18 Pkt. |
| 8.                                                       | Estland                | Rein Taaramäe (COF)          | 16 Pkt. |
| 9.                                                       | Vereinigte Staaten     | Christopher Horner (RSH)     | 14 Pkt. |
| 10.                                                      | Deutschland            | Tony Martin (THR)            | 12 Pkt. |
| 11.                                                      | Deutschland            | Linus Gerdemann (LEO)        | 10 Pkt. |
| 12.                                                      | Luxemburg              | Fränk Schleck (LEO)          | 8 Pkt.  |
| 13.                                                      | Slowakei               | Peter Velits (THR)           | 6 Pkt.  |
| 14.                                                      | Frankreich             | Thomas Voeckler (EUC)        | 4 Pkt.  |
| 15.                                                      | Italien                | Damiano Cunego (LAM)         | 2 Pkt.  |